# Châtiment corporel scolaire
 (janvier 2024).
Les châtiments corporels sont définis comme l'utilisation de la violence physique pour causer délibérément une douleur ou un inconfort corporel en réponse à un comportement indésirable. Du moyen âge aux années 1970, les châtiments corporels ont fait partie des méthodes pédagogiques admises. Officiellement interdits en France en 1803, ils ont perduré dans bien des établissements jusqu'au milieu des années 1970. Aux États-Unis, les châtiments corporels scolaires sont encore autorisés dans les écoles de certains états. 
Dans le monde, les châtiments corporels à l'école sont illégaux dans 128 pays,, dont le Canada, les pays d'Europe, l'Australie et la Nouvelle-Zélande.

## Application de la punition
Dans les écoles appliquant les châtiments corporels, ceux-ci prennent le plus souvent la forme de coup sur les fesses d'un élève par un enseignant, un professeur ou directeur d'école, parfois en utilisant une palette en bois.

## Aux États-Unis
Cette pratique est jugée constitutionnelle par la Cour suprême des États-Unis, dans l’affaire «Ingraham v. Wright» de 1977, car la cour juge que la clause relative aux châtiments cruels et inhumains, présente dans le 8e amendement, ne s’appliquait pas aux châtiments corporels disciplinaires dans les écoles publiques, mais se limitait au traitement des prisonniers qui avaient déjà été condamnés pour un crime.
Depuis lors, plusieurs États américains ont interdit les châtiments corporels dans les écoles publiques. Le dernier état à l'interdire était le Nouveau-Mexique en 2011, et la dernière interdiction de facto était en Caroline du Nord en 2018, lorsque le dernier district scolaire qui utilisait encore des châtiments corporels dans cet état a interdit cette pratique.
Depuis 2018, les châtiments corporels restent légaux dans les écoles privées de tous les états des États-Unis, à l'exception du New Jersey et de l'Iowa. Les châtiments corporels sont légaux dans les écoles publiques dans dix-neuf états.